# Luc d’Achery
Luc d’Achery (* 1609 in Saint-Quentin; † 29. April 1685 in Paris) war ein bedeutender Bibliothekar und Historiker der Mauriner, der kritische Ausgaben von zahlreichen Quellen herausgab.

## Leben
Anders als der Name vermuten lässt, gehörte die Familie d’Achery nicht dem Adel an. Die Familie ist jedoch dem gehobenen Bürgertum zuzurechnen, die ihre Herkunft von der gleichnamigen Ortschaft Achery in Nordfrankreich bei Mayot ableitet. Der Nachname wurde sowohl Dachery als auch d’Achery geschrieben, wobei letztere Schreibweise sich durchgesetzt hatte. Zur Familie gibt es mehrere Nachweise vor der Zeit von Luc d’Achery. So ist etwa ein d’Achery belegt als Doktor der Medizin in Paris, der 1415 zum Konzil von Konstanz abgeordnet wurde. 1544 stiftete ein Nicolas d’Achery ein Kirchenfenster der Abtei Saint-Quentin-en-l’Isle. In der Stadt Saint-Quentin sind mehrere Händler, hohe Beamte und Mönche der Abtei belegt.
Luc d’Achery trat in den Orden der Benediktiner ein und leistete seine Profess am 4. Oktober 1632 im Alter von 23 Jahren in der Abtei Vendôme, die zu der Kongregation der Mauriner gehörte. Später wechselte er innerhalb der Kongregation zu Fleury, wo er so schwer krank wurde, dass bereits die Hoffnung aufgegeben wurde, dass er sich je wieder erholen könnte. In diesem Zustand besuchte ihn 1636 der Generalsuperior (supérieur général) der Mauriner, Grégoire Tarrisse (1575–1648), und empfahl ihm, zur Abtei Saint-Germain-des-Prés zu wechseln. Luc d’Achery folgte 1637 dem Rat und unterzog sich in Paris einer Wasserkur. Seine Leiden verringerten sich in der Folge, so dass er mit Arbeiten in der Bibliothek von St. Germain beginnen konnte. Dort bewährte er sich so sehr, dass er 1640 trotz seiner gesundheitlichen Probleme zum Bibliothekar ernannt wurde.

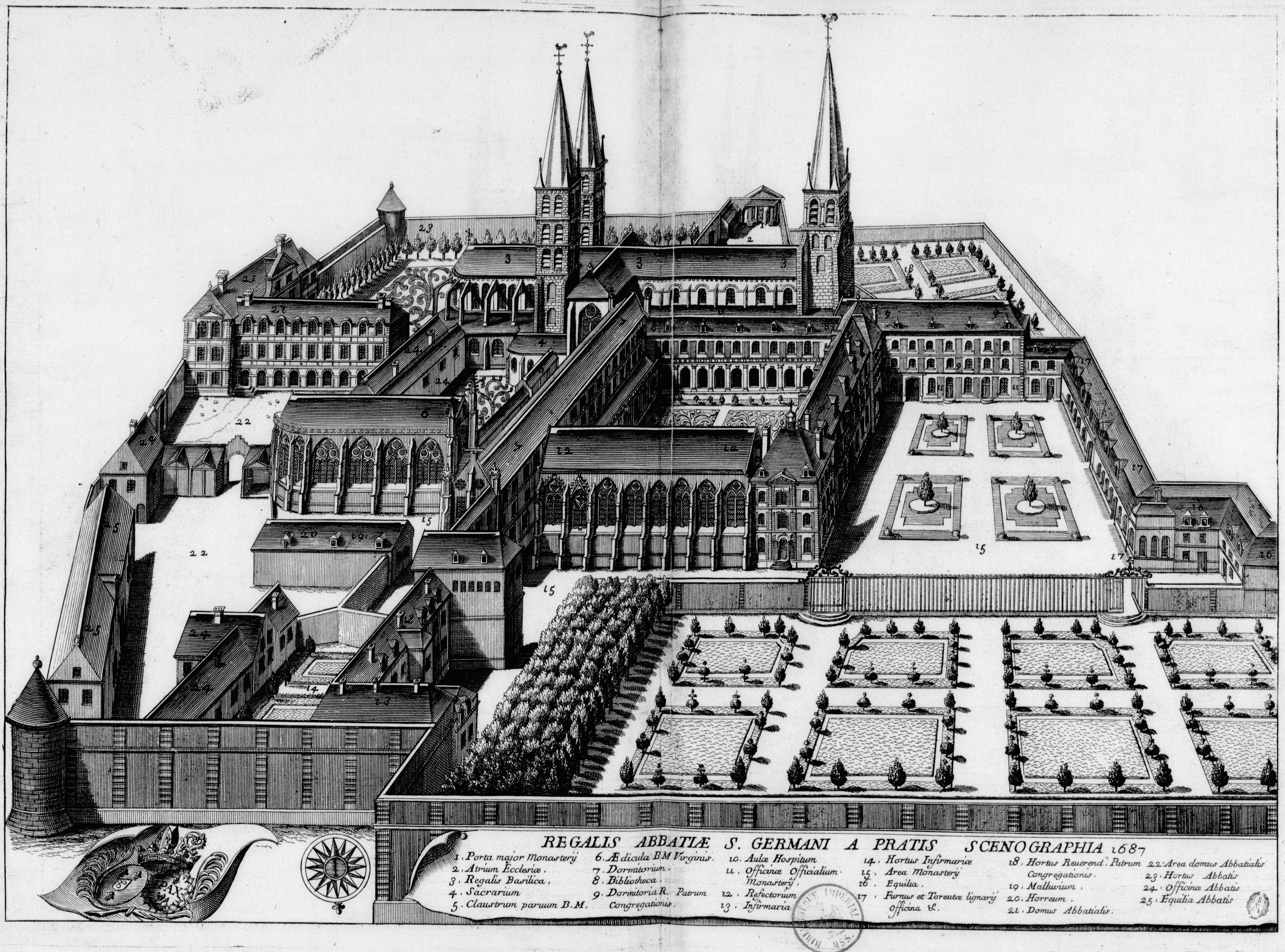
Die Abtei St. Germain im Jahr 1687, kurz nach dem Tod von Luc d’Achery.

Als neuer Bibliothekar begann Luc d’Achery mit der Entwicklung eines neuen Systems, nach dem der gesamte Handschriften- und Bücherbestand der Bibliothek geordnet und katalogisiert wurde. Seine Arbeitsweise verbreitete sich über die gesamte Kongregation, so dass er in kurzer Zeit zu deren führenden Bibliothekar wurde. In dieser Funktion verfasste er sein erstes Werk, die Méthode pour la recherche des manuscrits, mit der er eine Anleitung zum Umgang mit Handschriften für seine Kollegen zur Verfügung stellte. Danach stellte er unter dem Titel Catalogue des livres pour les monastère nouveaux einen Grundbestand an Werken zusammen, die jede Klosterbibliothek führen sollte bzw. die bei einer neuen Bibliothek zuerst (für damals insgesamt 527 Livres) anzuschaffen wären. Ferner wurde mit dem Catalogus librorum non-nullorum quibus bibliothecae monasteriorum congregationis S. Mauri instrui potuerunt zur besseren Koordinierung der Bibliotheken untereinander ein Katalog aus 456 Titeln zusammengestellt, der insbesondere die Bereiche der Exegese, der Aszetik und der historischen Literatur abdeckte. Mit diesen Instrumentarien wurden die Aktivitäten der Bibliotheken der gesamten Kongregation zentral koordiniert. Dazu gehörte der planmäßige Ausbau aller Bibliotheken, die Kontrolle der Neubeschaffungen und die sachgemäße Erhaltung der alten Handschriften.
In besonderem Maße profitierte jedoch die Bibliothek von St. Germain von seinen Aktivitäten. Während zu seinem Amtsantritt als Bibliothekar nur 3.600 Bände zur Verfügung standen, stieg diese Zahl während der Lebenszeit von Luc d’Achery auf 6.300. Durch die immer besser werdende Bibliothek wurde St. Germain zu einem Zentrum der wissenschaftlich historischen Forschung in Frankreich. Teilweise geschah dies aber auch zu Lasten anderer Bibliotheken der Kongregation. So wurden 1638 mit dem Einverständnis des Kardinal Richelieu ca. 400 der wertvollsten Handschriften aus der Abtei Corbie auf Dauer nach St. Germain verlagert, weil sie dort als gefährdet galten, nachdem Corbie 1636 für einige Monate unter die Kontrolle spanischer Truppen geriet. Aus der Bibliothek von Fleury wurden ebenfalls nicht wenige Handschriften entliehen in Vorbereitung eines Werks über Kirchenväter, die nur teilweise wieder zurückgegeben wurden.
So wurden die Voraussetzungen geschaffen für ein bis dahin beispielloses Vorhaben, das historisch-kritische Werke zur Ordensgeschichte, zu den Kirchenvätern, den Heiligenviten und der kritischen Edition wichtiger Texte vorsah. Für den Generalsuperior Grégoire Tarrisse bereitete Luc d’Achery einen Forschungsplan vor, bei dem jedes Kloster der Kongregation das eigene Archiv und nach Möglichkeit weitere Archive in der Nachbarschaft systematisch erfassen sollte, um das gesamte historische Material und die Urkunden zu erfassen. Insbesondere sollte Material zu den Gründungsumständen des Klosters, zur Art der ersten Besiedelung, zur geographischen Lage und weiteren Geschichte aufgenommen und ausgewertet werden. Dabei wurde Wert gelegt auf eine mit größter Sorgfalt durchgeführte Datierung und auf möglichst exakte Quellenangaben. Dieses Vorhaben wurde von dem Generalkapitel der Kongregation 1651 teilweise in die Tat umgesetzt mit einem entsprechenden Auftrag an zwei Mönche.
Darüber hinaus beschäftigte sich Luc d’Achery auch selbst mit der Herausgabe kritischer Editionen. So gab Luc d’Achery 1648 zum ersten Mal die Briefe von Lanfrank, dem Erzbischof von Canterbury, heraus. Dies wurde möglich, nachdem Luc d’Achery in den Besitz einer aus dem 16. Jahrhundert angefertigten Abschrift kam, die auf einer Handschrift aus dem 12. Jahrhundert basierte, die in der Abtei Le Bec, dem Heimatkloster von Lanfrank angefertigt worden ist. Diese Edition wurde 1745 in Venedig nachgedruckt, ein weiteres Mal 1844 von John Allen Giles (1808–1884) herausgegeben, der allerdings aufgrund einer weiteren Handschrift einige Briefe ergänzen konnte und die Reihenfolge änderte, und schließlich um die gleiche Zeit im Rahmen der Patrologia Latina von Jacques Paul Migne. Erst 1961 erstellte Helen Clover im Rahmen ihrer Dissertation eine neue kritische Ausgabe, die einen deutlich größeren Kreis von Handschriften berücksichtigte.

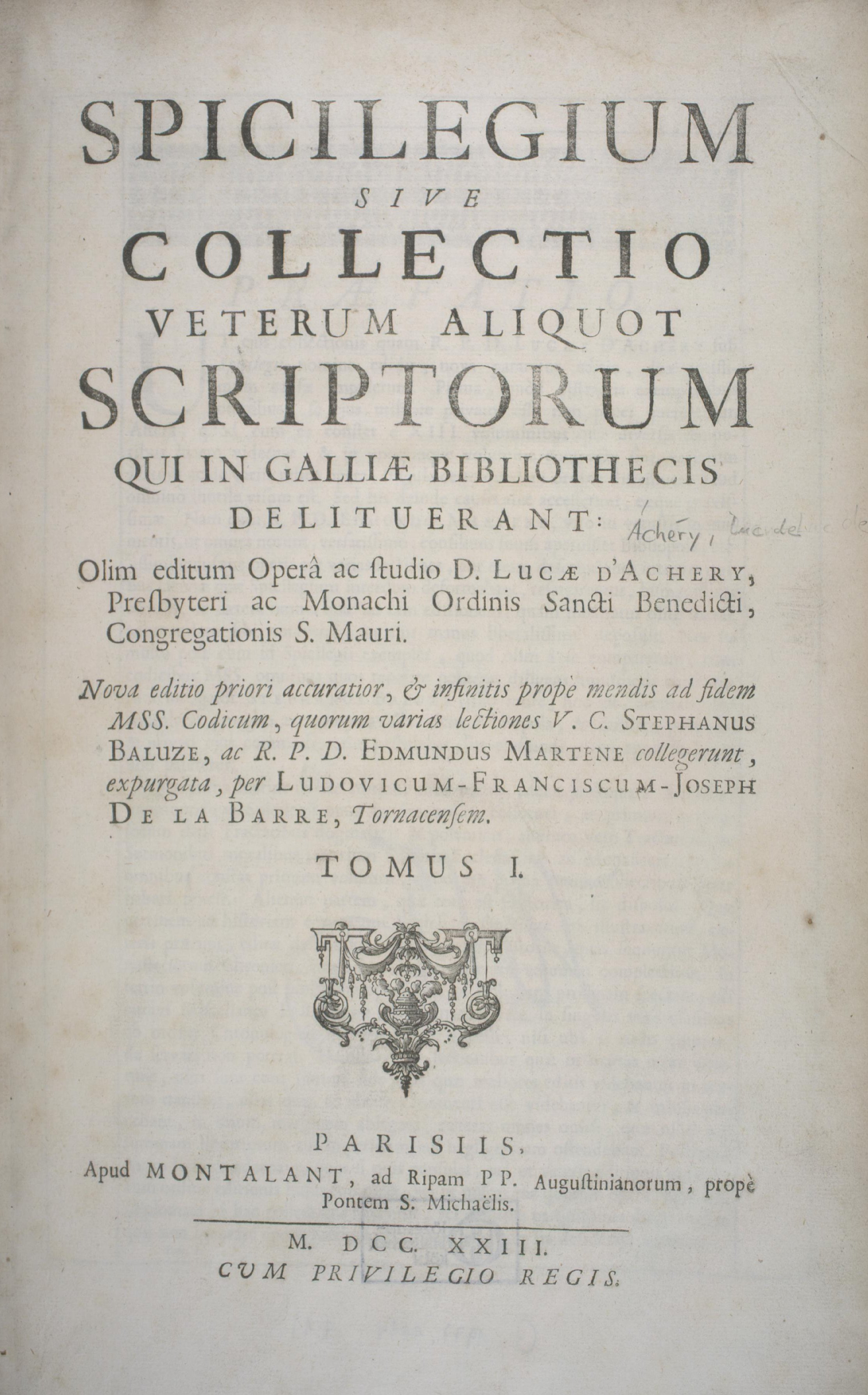
Titelseite des ersten Bands der Spicilegium in der Ausgabe von 1723.

In den Jahren 1655 bis 1677 erschien sein dreizehnbändiges Werk Spicilegium (zu deutsch Nachlese), das eine große Auswahl kirchenrechtlicher Texte, Chroniken, Heiligenviten, Briefe, Dichtungen und Urkunden umfasste. Im zweiten Band findet sich die bis heute maßgebliche editio princeps einer Kanones-Sammlung, die nach d’Achery bis heute als Dacheriana bekannt ist.
Der 1669 in Paris herausgegebene 9. Band enthielt u. a. Exzerpte der Collectio Hibernensis, die er aus der Handschrift Paris, Bibliothèque nationale de France, lat. 12021 (olim Sangerman. 121) abdruckte. Da wichtige Teile in dieser Ausgabe jedoch fehlten, wurden später von Edmond Martène (1654–1739), einer der Schüler von Luc d’Achery, auf Grundlage der Auswertung einer weiteren Handschrift der Abtei Fécamp Nachträge im vierten Band des Werks Thesaurus novus 1717 veröffentlicht. Es handelt sich hierbei aber keinesfalls um eine kritische Edition.

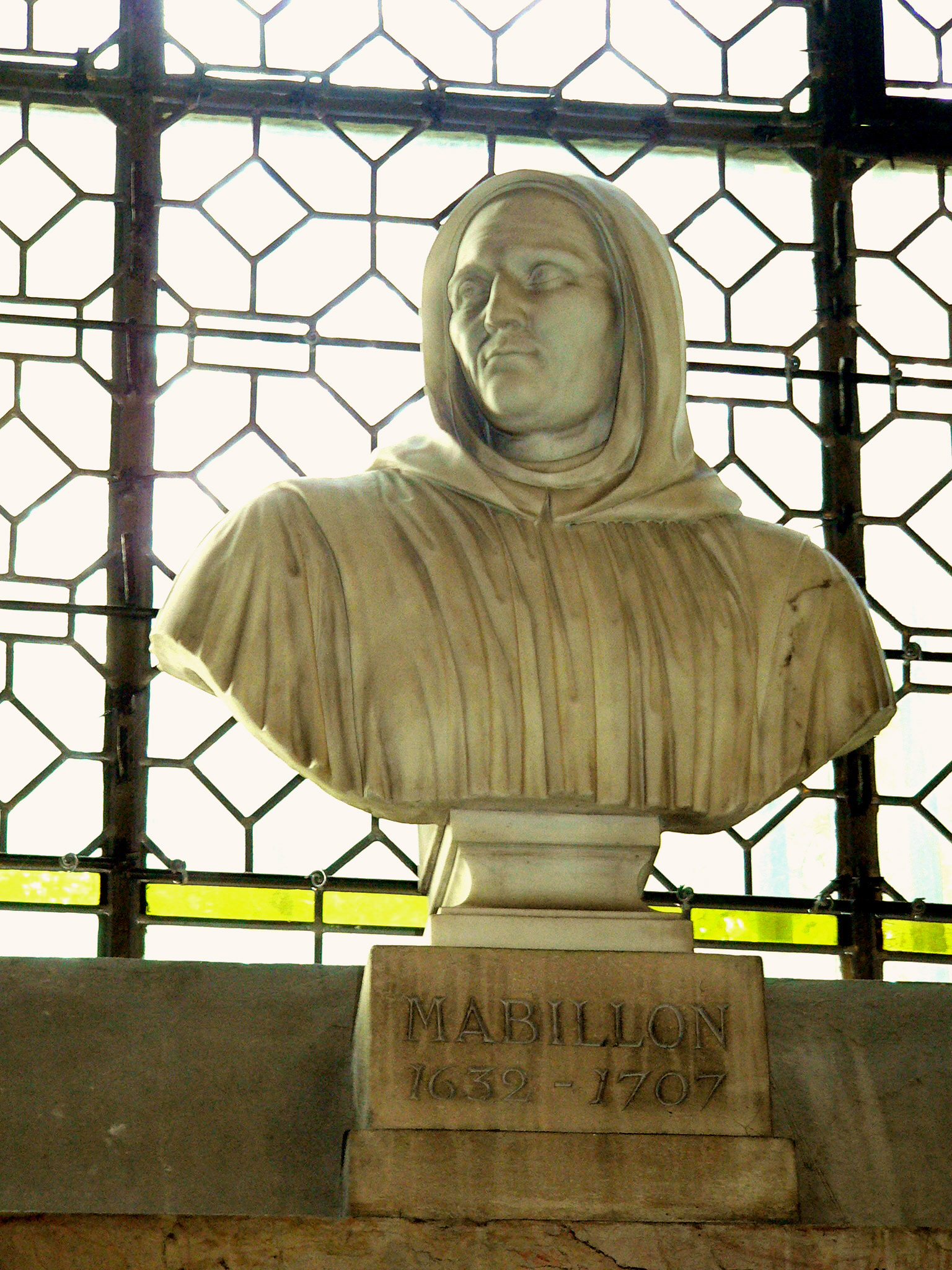
Büste Jean Mabillons in der Kirche St. Germain-des-Prés

1664 wurde Jean Mabillon als junges Talent von der Abtei Saint-Denis nach St. Germain als Unterstützung für Luc d’Achery berufen, um an der Herausgabe der folgenden Bände mitzuwirken. Noch im selben Jahr erschien der sechste Band. Danach wandte sich jedoch Jean Mabillon, der später zum bedeutendsten Forscher der Mauriner werden sollte, der Herausgabe der Werke von Bernhard von Clairvaux zu, nachdem im November 1664 Claude Chantelou (1617–1664) starb, der sich diesem Projekt zuvor gewidmet hatte.
Ein weiteres Projekt war die Herausgabe der Acta Sanctorum Ordinis Sancti Benedicti, das bereits von Grégoire Tarrisse projektiert worden ist. Im Rahmen dieses Projekts sollten in Anlehnung des Acta Sanctorum-Vorhabens der Jesuiten Heribert Rosweyde (1569–1629) und Jean Bolland die Lebensläufe aller Heiligen des Benediktinerordens dargestellt werden. Luc d’Achery hatte hierzu bereits jahrelang in seiner Bibliothek in St. Germain Material gesammelt und Vorarbeiten geleistet. Die weitere Arbeit daran übernahm Jean Mabillon, der insbesondere mit zahlreichen Reisen zu Klosterbibliotheken die Forschung weiter ausdehnte. Der erste Band der chronologisch geordneten Serie erschien 1668 und deckte das 6. Jahrhundert ab. Ein Nachdruck erschien ab 1733 in Venedig.
Die historisch genaue Arbeitsweise führte zu nachfolgenden Auseinandersetzungen, weil nicht wenige Heilige aus der Zusammenstellung aussortiert worden sind, die keinen Bezug zum Orden hatten. Die beiden Autoren wurden deswegen beschuldigt, die Ehre des Ordens verletzt zu haben. Jean Mabillon übernahm die Antwort, in der er u. a. die Aufgaben eines Historikers und die Pflicht zum wissenschaftlichen Ethos darlegte.

## Werke (Auswahl)
- Beati Lanfranci Cantuariensis Archiepiscopi, et Angliae Primatis, Ordinis S. Benedicti, Opera omnia, Paris 1648. Digitalisat
- Spicilegium sive collectio veterum aliquot scriptorum qui in Galliae bibliothecis delituerant. 13 Bände, Paris 1655–1677.
- Acta Sanctorum Ordinis Sancti Benedicti in saeculorum classes distributa. Saeculum I, quod est ab anno Christi D ad DC, collegit Domnus Lucas d’Achery, Congregationis S. Mauri monachus, ac cum eo edidit D. Johannes Mabillon ejusdem Congregationis, qui et universum opus notis, observationibus indicibusque necessariis illustravit. Lutetiae Parisiorum 1668.[15]